# NGC 492
NGC 492 је спирална галаксија у сазвежђу Рибе која се налази на NGC листи објеката дубоког неба.
Деклинација објекта је + 5° 25' 1" а ректасцензија 1h 22m 13,5s. Привидна величина (магнитуда) објекта NGC 492 износи 15,6 а фотографска магнитуда 16,4. NGC 492 је још познат и под ознакама MCG 1-4-38, CGCG 411-36, PGC 4976.